# Aristònim (poeta)
Aristònim (en llatí Aristonymus, en grec antic Άριστώνυμος) fou un poeta còmic grec contemporani d'Aristòfanes i d'Ameípsies que va viure al segle v aC.
Es coneixen els títols de només dues de les seves comèdies, un Θησεύς (Teseu) i un Ἥλιος ῾ριγῶν (Hèlios tremolant de fred), que cita Ateneu de Nàucratis, de les quals se'n conserven alguns fragments.
Suides diu que va viure en temps de Ptolemeu II Filadelf i de Ptolemeu IV Filopàtor, i que va dirigir la Biblioteca d'Alexandria, cosa que contradiuen les dades d'altres autors. Els crítics coincideixen que Suides, una vegada més, dona una informació errònia i que hi barreja notícies d'Aristòfanes de Bizanci.